# Zawady, condado de Wegrow
Zawady [zaˈvadɨ] es un pueblo ubicado en el distrito administrativo de Gmina Liw, dentro del condado de Węgrów, Voivodato de Mazovia, en el este de Polonia central. Se encuentra aproximadamente a 7 kilómetros del oeste de Węgrów y a 66 kilómetros del este de Varsovia.